# 폴란드-러시아 전쟁 (1792년)
1792년 폴란드-러시아 전쟁 (또한 제2차 분할 전쟁 그리고 폴란드 출처에서는 헌법 수호 전쟁)은 폴란드-리투아니아와 타르고비차 연맹 (새로운 1791년 5월 3일 헌법에 반대하는 폴란드-리투아니아 보수 귀족) 그리고 예카테리나 2세 치하의 러시아 제국 사이에 벌어진 전쟁이다.
전쟁은 두 전선에서 벌어졌다: 북부의 리투아니아와 현재의 우크라이나 남부. 두 전선에서 폴란드군은 수적으로 우세한 러시아군에 맞서 후퇴했지만, 폴란드 지휘관 유제프 안토니 포니아토프스키 공작과 타데우시 코시치우슈코의 효과적인 지휘 덕분에 남부에서는 훨씬 더 많은 저항을 했다. 3개월간의 전투 동안 여러 차례의 전투가 벌어졌지만, 어느 쪽도 결정적인 승리를 거두지 못했다. 폴란드군의 가장 큰 성공은 6월 18일 젤렌체 전투에서 러시아군 중 하나를 격파한 것이었다. 전투 후 폴란드의 최고 군사 훈장인 비르투티 밀리타리 훈장이 제정되었다. 이 전쟁에서 러시아군의 가장 큰 성공은 6월 11일 (구력 5월 31일) 미르 전투 (1792년)였다. 폴란드 국왕 스타니스와프 아우구스트 포니아토프스키가 외교적 해결책을 모색하고 러시아에 휴전을 요청하고 러시아 제국의 요구에 따라 타르고비차 연맹에 가입하기로 결정하면서 전쟁은 끝났다.

## 배경

### 폴란드-리투아니아의 쇠퇴
18세기 초까지 폴란드와 리투아니아의 마그나트들은 국가를 통제했다. 아니, 오히려 그들은 자신들의 특권적 지위인 "황금의 자유"를 약화시킬 수 있는 어떤 개혁도 실행되지 않도록 막는 데 성공했다. 어떤 대의원이라도 세임 (폴란드-리투아니아 의회)의 진행을 마비시킬 수 있는 자유거부권의 남용을 통해 마그나트나 외세에 의해 매수되었거나 단순히 전례 없는 "황금 시대"에 살고 있다고 믿는 데 만족했던 대의원들은 한 세기 이상 폴란드-리투아니아 정부를 마비시켰다.
폴란드-리투아니아를 개혁하려는 아이디어는 17세기 중반부터 힘을 얻었다. 그러나 이는 마그나트뿐만 아니라 폴란드-리투아니아의 쇠퇴에 만족하고 국경에 부활하고 민주적인 강대국이 나타나는 것을 끔찍하게 생각했던 이웃 국가들의 의심을 받았다. 폴란드-리투아니아군의 병력이 약 16,000명으로 줄어들면서 이웃 국가들이 직접 개입하기 쉬워졌다 (러시아 제국 육군은 총 300,000명, 프로이센 육군과 신성 로마 제국 육군은 각각 200,000명이었다).

### 개혁 시도
1788-92년 "대 세임" 기간 동안 개혁을 위한 큰 기회가 찾아왔다. 폴란드 이웃 국가들은 전쟁에 몰두하여 폴란드 문제에 강제로 개입할 수 없었다. 러시아 제국과 오스트리아 대공국은 오스만 제국과 전쟁 중이었다 (러시아-튀르크 전쟁, 1787–1792 및 오스트리아-튀르크 전쟁, 1787–1791); 러시아인들은 동시에 러시아-스웨덴 전쟁, 1788–1790에서 싸우고 있었다. 폴란드-리투아니아와 프로이센 간의 새로운 동맹은 러시아의 개입에 대한 안보를 제공하는 것처럼 보였고, 1791년 5월 3일 새 헌법이 압도적인 대중의 지지를 받아 낭독되고 채택되었다.
튀르키예와 러시아 그리고 스웨덴과 러시아 간의 전쟁이 끝나자, 예카테리나 2세는 폴란드에서 러시아의 영향력을 위협한다고 믿었던 문서의 채택에 분노했다. 러시아는 폴란드를 사실상의 보호국으로 여겼다. "바르샤바에서 최악의 소식이 도착했다: 폴란드 국왕이 거의 주권자가 되었다"는 러시아 외교 정책의 주요 입안자 중 한 명인 알렉산드르 베즈보로트코가 새 헌법을 알게 되었을 때의 반응이었다. 프로이센 왕국 또한 새로운 폴란드 헌법에 강력히 반대했고, 폴란드 외교관들은 새 헌법이 폴란드 국가를 너무 많이 바꾸어 프로이센이 그 의무를 구속력 있는 것으로 여기지 않는다는 통보를 받았다. 러시아와 마찬가지로 프로이센은 새로 강화된 폴란드 국가가 위협이 될 수 있다고 우려했으며, 프로이센 외무장관 프리드리히 빌헬름 폰 슐렌부르크-케른헤르트(Friedrich Wilhelm von Schulenburg-Kehnert)는 폴란드인들에게 프로이센이 헌법을 지지하지 않으며, 심지어 중재자로서도 어떤 형태로든 폴란드-리투아니아를 돕는 것을 거부한다고 드물게 솔직하게 말했다. 이는 미래에 폴란드-리투아니아가 프로이센을 위협할 수 있도록 강화되는 것이 프로이센의 이익이 아니었기 때문이다. 프로이센의 정치가 에발트 프리드리히 폰 헤르츠베르크는 유럽 보수주의자들의 두려움을 표현했다: "폴란드인들은 헌법에 투표함으로써 프로이센 군주국에 치명타를 입혔다"고 설명하며, 강력한 폴란드-리투아니아가 제1차 폴란드 분할에서 프로이센이 획득한 영토의 반환을 요구할 가능성이 높다고 덧붙였다.
이 헌법은 폴란드-리투아니아 내부에서도 반대 없이 채택된 것은 아니었다. 헌법 초안에 처음부터 반대했던 마그나트들, 즉 프란치셰크 크사베리 브라니츠키, 스타니스와프 슈첸스니 포토츠키, 세베린 르제부스키, 그리고 시몬 코사코프스키와 유제프 코사코프스키는 예카테리나 여제에게 개입하여 새로운 법규에 따라 폐지된 러시아가 보증한 기본법과 같은 자신들의 특권을 복원해 달라고 요청했다. 이를 위해 이 마그나트들은 타르고비차 연맹을 결성했다. 1792년 1월 상트페테르부르크에서 작성된 연맹의 선언문은 헌법이 그들 자신의 표현에 따르면 "파리에서 설정된 치명적인 사례"에 따라 "민주주의 사상의 전염"에 기여했다고 비판했다. 선언문은 "의회 ...는 모든 기본법을 파괴하고, 귀족의 모든 자유를 쓸어버렸으며, 1791년 5월 3일에는 혁명과 음모로 변했다"고 주장했다. 연맹원들은 이 혁명을 극복할 의지를 선언했다. 그들은 "유능하고 공정한 황제이자 이웃 친구이며 동맹인 예카테리나 여제에게 신뢰를 가지고 의지할 수밖에 없다"며, 그녀는 "국가의 복지 요구를 존중하며 항상 도움의 손길을 내민다"고 썼다. 연맹원들은 예카테리나 여제와 연합하여 군사 개입을 요청했다. 1792년 5월 18일, 폴란드 주재 러시아 대사 야코프 불가코프는 폴란드 외무장관 요아힘 흐렙토비치에게 전쟁 선포를 전달했다. 러시아군은 같은 날 폴란드와 리투아니아로 진입하여 전쟁을 시작했다.

## 대항 세력

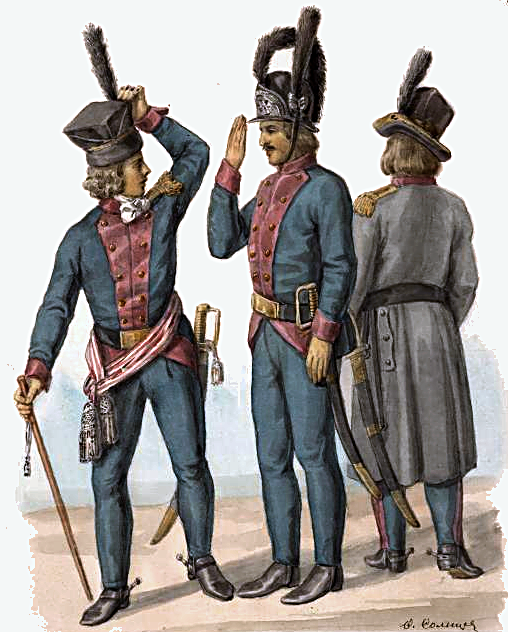
1792년 제3 리투아니아 보병 연대의 병사들

러시아군은 약 98,000명이었다. 이들은 총지휘관 미하일 크레체트니코프와 미하일 카홉스키의 지휘를 받았다. 러시아군은 또한 전투 경험 면에서도 우위를 점했다. 러시아의 계획은 카홉스키가 우크라이나를 통해 진격하여 카미에니에츠 포돌스키, 헤움과 루블린을 점령하고 남쪽에서 폴란드의 수도 바르샤바로 접근하는 것이었다. 크레체트니코프는 민스크, 빌뉴스, 브제시치 리테프스키와 비아위스토크를 통해 진격하여 북쪽에서 바르샤바로 접근하여 카홉스키와 연결하기로 되어 있었다. 러시아는 폴란드에 좋은 정보망을 가지고 있어 폴란드군의 배치와 병력을 대부분 파악하고 있었지만, 폴란드군은 훨씬 적은 정보를 가지고 있었고, 상반되고 종종 잘못된 보고를 받았으며, 러시아군이 국경을 넘을 때까지 전쟁이 실제로 시작될지 확신하지 못했다.
폴란드-리투아니아의 국왕 스타니스와프 아우구스트 포니아토프스키는 폴란드군의 총사령관이었지만, 실제로는 이 직책을 조카인 유제프 안토니 포니아토프스키 공작에게 위임했다. 포니아토프스키는 이론적으로 48,000명의 왕관군과 그 절반 이상의 리투아니아군을 지휘할 수 있었다. 실제로는 5월 3일 헌법 개혁(군대 규모를 100,000명으로 규정) 이후 여전히 재편성 중이던 폴란드군은 37,000명에 불과했다. 군대는 재편성 중이었고, 부대 수와 구성에 관한 주요 문서는 불과 4월에 통과되었다. 또한 장비와 숙련된 인력이 부족했다.
남동부 지역—우크라이나 땅—에서 폴란드군은 처음에는 예상 전선의 세 지역에 각각 타데우시 코시치우슈코, 미하우 비엘호르스키 (젊은) 및 포니아토프스키 공작 자신이 지휘하며 분산되어 있었다. 포니아토프스키 공작이 지휘하고 코시치우슈코가 지원하는 우크라이나의 폴란드 왕관군은 17,000명, 21,000명 또는 24,000명의 병력을 보유하고 있었다 (데르데이는 주력 병력 17,000명과 미하우 루보미르스키 공작의 예비 사단 4,500명을 구별했다). 남동부 전쟁터에서 그들은 미하일 카홉스키 장군이 지휘하는 거의 네 배에 달하는 적군에 맞섰는데, 그는 약 64,000명의 병력을 지휘했다. 카홉스키의 병력은 네 개 군단으로 나뉘어 있었다: 제1군단은 미하일 골레니셰프-쿠투조프 장군 지휘하에 18,000명, 제2군단은 이반 두닌 장군 지휘하에, 제3군단은 빌헬름 데르펠덴 장군 지휘하에, 그리고 제4군단은 안드레이 레바니도프 장군 지휘하에 있었다. 타르고비차 연맹은 어떠한 실제적인 힘도 나타내지 못했으며, 국경을 넘어서 폴란드 내에서 대중의 지지를 얻으려는 시도는 비참하게 실패하여 처음에는 수십 명만이 합류했다. 나중에는 그 수가 늘어났지만 크게 늘어나지는 않았고, 심지어 러시아군조차도 그들을 군사적 가치가 없는 것으로 보아 전선에서 멀리 떨어뜨려 두었다.
리투아니아에서 폴란드-리투아니아 리투아니아군은 약 15,000명이었고, 추가로 왕관군 3,000명이 있었다. 이들은 뷔르템베르크의 루이스 공작의 지휘를 받았다. 뷔르템베르크는 전쟁 계획을 세우지 않았고, 전쟁이 시작될 때까지 병력은 전투 준비가 되어 있지 않았다. 그 전선의 러시아군은 미하일 크레체트니코프 장군 지휘하에 33,700명 또는 38,000명이었다. 러시아군은 또한 네 개 군단으로 나뉘어 있었다: 제1군단은 타르고비차 연맹 지도자 중 한 명인 시몬 코사코프스키 지휘하에 7,300명, 제2군단은 보리스 멜린 장군 지휘하에 7,000명, 제3군단은 유리 돌고루코프 장군 지휘하에 15,400명, 그리고 제4군단은 이반 페르센 장군 지휘하에 8,300명이었다.
추가적인 폴란드군 약 8,000명은 국왕 포니아토프스키의 지휘 아래 바르샤바에 예비군으로 집중될 예정이었다.
타데우시 코시치우슈코는 폴란드군 전체를 집중시켜 러시아군 중 하나와 교전함으로써 수적 균형을 확보하고 대부분 경험이 부족한 폴란드군의 사기를 빠른 승리로 끌어올리는 계획을 제안했다. 그러나 이 계획은 포니아토프스키 공작에 의해 거부되었다. (그러나 불과 몇 달 전에는 두 지휘관 모두 정반대의 생각을 가지고 있었다. 포니아토프스키는 병력을 집중시키기를 원했고, 코시치우슈코는 분산시키기를 원했다.) 포니아토프스키는 또한 전쟁의 초기 단계에서 심각한 교전을 피하고, 양측의 병력을 동등하게 만들 것으로 예상되는 30,000명의 프로이센 증원군을 받기를 희망했다.

## 전쟁

### 남부 전선
최초의 러시아군이 1792년 5월 18일/19일 밤에 우크라이나 국경을 넘었다. 그 전선의 러시아군들은 예상보다 훨씬 더 큰 저항에 부딪혔는데, 폴란드-리투아니아의 최고 지휘관인 포니아토프스키 공작과 코시치우슈코가 그곳에 주둔하고 있었기 때문이다. 코시치우슈코는 5월 29일 야노프 근처에서 포니아토프스키 공작과 합류했다. 왕관군은 서우크라이나로 진격하는 적군 네 개 부대에 맞서기에는 너무 약하다고 판단되었고, 코시치우슈코가 후방 경비를 지휘하며 남부크강 서쪽, 루바르와 폴론네를 향해 전투 후퇴를 시작했다. 포니아토프스키는 병력의 심각한 수적 열세에 직면하고, 국왕 포니아토프스키로부터 증원군을 약속받았음에도 불구하고 우크라이나를 포기하고 볼히니아로 이동하기로 결정했다. 그곳에서 폴론네는 주요 방어 거점으로 요새화될 예정이었고, 루보미르스키는 보급품을 모으는 임무를 맡았다.

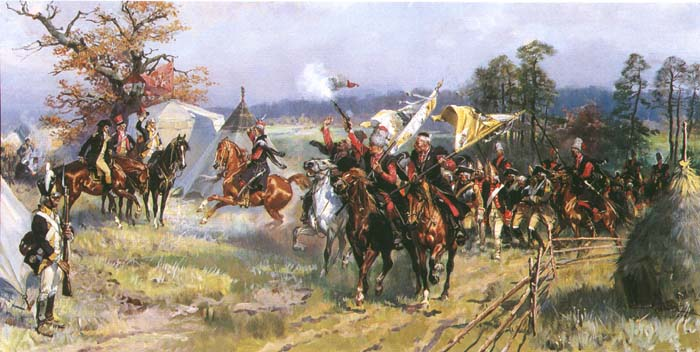
젤렌체 전투 후, 보이치에흐 코사크

6월 14일, 비엘호르스키 부대는 보루슈코프체 전투에서 패배했다. 6월 17일, 포니아토프스키는 마침내 기다리던 증원군, 즉 미하우 루보미르스키가 이끄는 약 2,000명의 병력을 받았다. 다음 날, 포니아토프스키 공작이 이끄는 폴란드군은 6월 18일 젤렌체 전투에서 이라클리 모르코프 장군의 러시아군 중 하나를 격파했다. 이 승리는 포니아토프스키 국왕에 의해 축하되었는데, 그는 이 전투를 "얀 3세 소비에스키 이래 처음"이라며 새로운 비르투티 밀리타리 훈장을 전역 지도자와 병사들에게 보냈다.
그러나 러시아군은 계속 진격했다. 유제프 포니아토프스키의 지휘 아래, 폴란드군은 전멸을 피하기 위해 필요에 따라 더 강력한 적에게 양보하며 질서 있게 후퇴했다. 7월 초, 두브노 근처에서 포니아토프스키 공작과 코시치우슈코는 국왕 포니아토프스키로부터 부대 재보급 임무를 맡았던 미하우 루보미르스키에게 배신당했다. 루보미르스키는 대신 러시아 편에 가담하여 폴란드군을 위한 보급품을 숨기거나 아예 러시아군에게 넘겨주었다. 그러나 루보미르스키는 강력한 마그나트였고, 국왕이 공식적으로 그를 지휘에서 해임하는 데는 5월 말까지 걸렸다. 러시아 침공 후 약 한 달 만에 폴란드군은 대부분 우크라이나에서 후퇴했다. 7월 7일, 코시치우슈코 부대는 볼로디미르-볼린스키에서 러시아군과 지연전을 벌였다 (브워지미에시 전투). 한편, 포니아토프스키의 군대는 부크 강으로 후퇴했고, 그곳에서 코시치우슈코 부대는 7월 18일 두비엔카 전투를 벌였는데, 이는 무승부였다. 코시치우슈코는 약 5,300명의 병력으로 미하일 카홉스키 장군 휘하의 25,000명 러시아군 공격을 격퇴했다. 코시치우슈코는 러시아군이 근처 오스트리아 국경을 넘어 측면을 공격하기 시작했기 때문에 두비엔카에서 후퇴해야 했다. 폴란드군은 부크 강 방어선을 후퇴해야 했지만, 아직 패배하지는 않았으며, 바르샤바에 더 가까운 유리한 지점에서 결정적인 전투 또는 전투가 예상되었다.

### 북부 전선
리투아니아 대공국에서는 러시아군이 남부보다 4일 늦은 5월 22일에 폴란드-리투아니아 국경을 넘었다. 폴란드의 동맹국인 프로이센 왕국은 폴란드와의 동맹을 깨뜨렸고, 리투아니아군의 프로이센 지휘관인 뷔르템베르크 공작은 러시아군과 싸우기를 거부함으로써 폴란드-리투아니아 대의를 배신했다. 그는 전선에 도달하지 못하고 보우친에서 병을 가장하며 그의 병사들에게 모순된 명령을 내렸다.
그리하여 리투아니아군은 진격하는 러시아군에 거의 저항하지 않고 계속 후퇴했다. 민스크는 5월 31일 몇 차례의 소규모 교전 후 버려졌다. 6월 4일 지휘관이 교체된 후에야, 이제 유제프 유디츠키 장군의 지휘를 받게 된 군대는 러시아군에 맞서 싸우려 했다. 그러나 러시아군은 6월 11일 미르 전투 (1792년)에서 유디츠키를 격파하고 대공국을 통해 계속 진격했다. 폴란드-리투아니아군은 흐로드나 쪽으로 후퇴했다. 6월 14일 러시아군은 현지 수비대와의 소규모 교전 후 빌노를 점령했고, 6월 19일에는 무능하게 방어된 니에슈비에슈를, 그리고 6월 20일에는 카우나스를 이번에는 어떠한 저항도 없이 점령했다. 불명예를 안은 유디츠키는 6월 23일 미하우 자비에우오로 교체되었다. 그럼에도 불구하고 미르 전투 이후 북부 전선에서는 결정적인 교전이 없었으며, 폴란드군은 젤바 전투에서의 소규모 패배 후 상대적으로 질서 있게 바르샤바로 후퇴하여, 결국 브레스트 근처 부크 강을 따라 방어 진지를 구축했다. 러시아군은 7월 5일 흐로드나를 점령하고 7월 17일 비아위스토크를 점령했다. 7월 23일 러시아군은 브레스트를 점령하여 현지 수비대를 격파했지만, 7월 24일 크셰미엔-비에시 근처에서 패배했다. 이 마지막 전투는 북부 전선에서 폴란드-리투아니아의 첫 번째 중요한 승리였다.

### 전쟁 종식
포니아토프스키 공작과 코시치우슈코는 전쟁의 결과가 여전히 미지수라고 생각하고 여전히 분리된 러시아군을 물리치기 위해 연합 폴란드-리투아니아군을 사용하려고 계획했지만, 포니아토프스키 국왕은 법률 수호자 (각료 회의)의 동의를 얻어 휴전을 요청하기로 결정했다. 예카테리나 여제는 포니아토프스키 국왕에게 친러 귀족 파벌인 타르고비차 연맹에 가입할 것을 요구했다. 내각이 분열된 상황에서 그는 7월 22~23일경 그녀의 요구에 굴복했고, 이는 사실상 포니아토프스키 공작에게 군사 저항을 중단하도록 강요했다. 전쟁의 마지막 군사적 대치는 7월 26일 루블린 주 마르쿠슈프에서 벌어졌는데, 그곳에서 적의 공격은 포니아토프스키가 이끄는 폴란드 기병대에 의해 격퇴되었다.
당시 포니아토프스키 국왕이 평화를 청원하기로 결정했을 때, 폴란드군은 아직 전투력이 양호했으며 큰 패배나 보급 부족을 겪지 않았다. 포니아토프스키 국왕은 러시아군의 수적 우위로 인해 패배가 임박했다고 생각했으며, 러시아와의 협상을 통해 더 많은 것을 얻을 수 있다고 믿었고, 그들과 새로운 동맹을 맺을 수 있기를 희망했다. 비록 이후의 사건들이 그의 생각이 틀렸음을 증명했지만, 이를 예측하고 지속적인 군사 저항을 통해 막을 수 있었는지에 대한 문제는 역사학자들 사이에서 많은 논쟁의 대상이 되어 왔다.
폴란드 군대는 휴전에 대해 널리 불만을 품고 있었다. 코시치우슈코, 포니아토프스키 공작 및 많은 사람들이 국왕의 결정을 비판했으며, 코시치우슈코를 포함한 많은 이들이 몇 주 안에 자신의 임무를 사임했다. 포니아토프스키 공작은 심지어 삼촌의 명령에 반항하는 것을 고려했고, 더 급진적인 파벌이 주장했던 대로 필요하다면 국왕을 군대 진영으로 강제로 데려오라는 명령까지 내렸다. 궁극적으로 그는 삼촌의 뜻에 반하여 싸움을 계속하지 않기로 결정했고, 국왕을 붙잡는 임무를 맡은 그룹이 출발하기 직전 마지막 순간에 명령이 취소되었다.

## 여파
대부분의 폴란드 역사학자들은 폴란드의 항복이 군사적 관점과 정치적 관점 모두에서 실수였다는 데 동의한다. 군사적인 면에서는 폴란드군이 비스와강 방어선을 방어하고 러시아 침공군을 소모시킬 합리적인 기회가 있었다. 정치적인 면에서는 싸울 의지를 보여주는 것이 분할 세력들에게 그들의 계획이 너무 비용이 많이 든다고 설득할 수 있었을 것이다.
포니아토프스키 국왕은 항복이 수용 가능한 외교적 해결책을 마련할 수 있게 해줄 것이라는 희망을 품었지만, 곧 무너졌다. 러시아군에게 매수되거나 위협받은 새로운 대의원들로 인해 1793년 가을 흐로드나 세임으로 알려진 새로운 의회가 열렸다. 1793년 11월 23일, 압력 아래에서 심의를 마쳤고, 헌법을 무효화하고 제2차 폴란드 분할에 동의했다. 러시아는 폴란드-리투아니아 영토의 250,000 제곱킬로미터 (97,000 mi2)를, 프로이센은 58,000 제곱킬로미터 (22,000 mi2)를 차지했다. 이 사건으로 폴란드의 인구는 제1차 분할 이전의 3분의 1로 줄어들었다. 잔여 국가는 러시아군이 주둔했고, 그 독립성은 강하게 제한되었다.
이 결과는 대부분의 타르고비차 연맹원들에게는 놀라운 일이었다. 그들은 오직 폴란드-리투아니아 대공국의 마그나트에게 유리했던 황금의 자유라는 전쟁 이전 상태를 회복하기를 원했고, 5월 3일 헌법의 전복이 그 목적을 달성할 것이며, 그 이상은 없을 것이라고 예상했기 때문이다. 개혁된 폴란드-리투아니아를 복원하려는 마지막 시도는 1794년 코시치우슈코 봉기였다. 봉기는 실패했고, 1795년 제3차 폴란드 분할로 이어져 국가는 남아있는 모든 영토를 잃고 폴란드-리투아니아는 소멸했다.

## 전투 목록
- 옵사 전투
- Battle of Stołpce(폴란드어판)
- 미르 전투 (1792년)
- 보루슈코프체 전투
- Battle of Zelwa(폴란드어판)
- 젤렌체 전투
- Battle of Wojszki(폴란드어판)
- 두비엔카 전투
- Battle of Krzemień(폴란드어판)
- 브레스트 전투 (1792년)
- Battle of Markuszów (1792)(폴란드어판)

## 같이 보기
- 폴란드 분할

## 내용주
1. ↑  폴란드어: Wojna w obronie Konstytucji 3 maja

## 추가 자료
- Adam Wolański, Wojna polsko-rosyjska 1792 r, Wydawnictwo Volumen, Warszawa 1996, ISBN 83-85218-48-3
- Andrzej Grabski et al., Zarys dziejów wojskowości polskiej do roku 1864. Wydawnictwo Ministerstwa Obrony Narodowej. Warszawa 1966.
- Antoni Juszczyński, Marian Krwawicz, Wypisy źródłowe do historii polskiej sztuki wojennej. Polska sztuka wojenna w latach 1764–1793. Zeszyt dziewiąty. Wydawnictwo Ministerstwa Obrony Narodowej. Warszawa 1957.